# Спартак (стадион, Варна)
Вижте пояснителната страница за други значения на Спартак.
„Спартак“ е български стадион, намиращ се във Варна.
На него домакинските си мачове играе футболният отбор Спартак (Варна). Стадионът е разположен недалеч от центъра на града и е с капацитет 8000 места. Построен е през 1962 и открит през 1964. Размери на терена – 105 х 70 метра. Към него е включен спортен комплекс, съдържаш малки футболни игрища и кафе клуб на отбора.